# Revista Sala Preta
Revista Sala Preta é uma publicação anual do programa de pós-graduação em artes cênicas da Universidade de São Paulo (USP) iniciada em 2001. As edições da Revista Sala Preta são coordenadas  por Flávio Desgranges (Editor). A equipe editorial é formada por Marcos Bulhões e Sayonara Pereira. Seus editores científicos são  Sílvia Fernandes e Luiz Fernando Ramos. Publicada inicialmente em formato impresso, agora tem seus artigos distribuídos na internet, ISSN: 1519-5279.
Em seu primeiro número homenageia os pesquisadores que fundaram o Departamento de Artes Cênicas da USP, em 1969 e descreve que seu nome é uma homenagem a todos os artistas e pesquisadores que até 1995 apresentaram seus trabalhos práticos na inesquecível e improvisada Sala Preta do Bloco C, uma grande sala adaptada do antigo curso de veterinária, até que se inaugurasse o moderno Teatro Laboratório e afirma: É na memória daquele espaço de criação que a revista finca o seu marco zero.

## Dossiê
Além de artigos que podem ser visto gratuitamente pela internet, publica em suas páginas importantes dossiês. O primeiro número traz detalhada pesquisa sobre o espetáculo do grupo Teatro da Vertigem Apocalipse 1,11. O segundo número traz dois dossiês, um sobre o espetáculo Os Sertões do Teatro Oficina e outro sobre Teatro educação, Pedagogia do Teatro e Jogos teatrais. O número de 2004 apresenta o dossiê da montagem de Agreste. O número de 2005 apresenta artigos sobre o Grupo de Teatro Lume, grupo de pesquisa da Unicamp e o de 2006 sobre Circo Teatro.